# Angelo Furlan
Angelo Furlan (ur. 21 czerwca 1977 w Arzignano) – włoski kolarz szosowy startujący wśród zawodowców od 2001 roku. Obecnie jest zawodnikiem grupy Christina Watches-Onfone.
Dysponuje bardzo dobrym finiszem z peletonu. Jego największymi dotychczas sukcesami są zwycięstwa etapowe w znanych wyścigach wieloetapowych: dwukrotnie wygrywał etapy w Vuelta a España i Tour de Pologne. 

## Najważniejsze osiągnięcia
- 2001
  - 1. miejsce na 2. etapie Tour de Pologne
  - 1. miejsce na 1. i 2. etapie Tour of Serbia
- 2002
  - 1. miejsce na 17. i 20. etapie Vuelta a España
- 2004
  - 1. miejsce w Coppa Bernocchi
- 2007
  - 1. miejsce na 1. etapie Étoile de Bessèges
  - 1. miejsce na 1. etapie Circuit de la Sarthe
- 2008
  - 1. miejsce na 4. etapie Étoile de Bessèges
  - 1. miejsce na 2. etapie Volta ao Distrito de Santarém
  - 1. miejsce na 3. etapie Tour de Pologne
- 2009
  - 1. miejsce na 2. etapie Critérium du Dauphiné Libéré
  - 1. miejsce na 2. etapie Tour de Pologne
- 2010
  - 2. miejsce w Paryż-Tours
- 2011
  - 1. miejsce w Tallinn–Tartu GP
  - 1. miejsce na 1., 4. i 5. etapie Tour of Serbia
- 2013
  - 1. miejsce na 2. etapie Tour of Estonia